# Midnight Lady
Midnight Lady es un sencillo publicado en 1986 por el cantante británico Chris Norman. La canción fue producida, arreglada y compuesta por el alemán Dieter Bohlen y se incluyó en la banda sonora de la película para la televisión alemana "Tatort - Der Tausch".
Midnight Lady se incluyó en el álbum de estudio de Chris Norman publicado en 1986, Some Hearts Are Diamonds.

## Lista de canciones
7" Single Hansa 107 961, 1986
1. Midnight Lady	- 4:08
2. Woman (Instrumental) -	3:01

12" Single Hansa 607 961, 1986
1. Midnight Lady (Original-TV-Mix) (Long Version)	- 5:02
2. Woman (Instrumental) -	6:49

## Charts
| Chart (1986) | Máxima posición |
| ------------ | --------------- |
| Alemania     | 1               |
| Austria      | 1               |
| Países Bajos | 9               |
| Suiza        | 1               |

## Créditos
- Letra y música - Dieter Bohlen
- Producción - Dieter Bohlen
- Diseño - Ariola Studios
- Fotografía [Escenas] - Karl-Heinz Vogelmann
- Fotografía [Chris Norman]- Dieter Zill
- Distribución - Ariola Group